# Comuna de Baranów
Baranów (polaco: Gmina Baranów) é uma gmina (comuna) na Polónia, na voivodia de Lublin e no powiat de Puławski.
De acordo com os censos de 2004, a comuna tem 4241 habitantes, com uma densidade 49,9 hab/km².

## Área
Estende-se por uma área de 85,03 km², incluindo:
- área agricola: 69%
- área florestal: 21%

## Demografia
Dados de 30 de Junho 2004:
|                      | Total   | Total | Mulheres | Mulheres | Homens  | Homens |
| -------------------- | ------- | ----- | -------- | -------- | ------- | ------ |
|                      | pessoas | %     | pessoas  | %        | pessoas | %      |
| População            | 4241    | 100   | 2182     | 51,5     | 2059    | 48,5   |
| Densidade (pop./km²) | 49,9    | 100   | 25,7     | 25,7     | 24,2    | 24,2   |

De acordo com dados de 2002, o rendimento médio per capita ascendia a 1243,03 zł.

## Comunas vizinhas
- Abramów, Jeziorzany, Michów, Ułęż, Żyrzyn